# Антонова Ганна Володимирівна
Ганна Володимирівна Антонова (рос. Анна Владимировна Антонова; нар. 6 січня 1983) — російська футболістка, воротар.

## Життєпис
Виступала у вищій лізі Росії за клуби «Ізмайлово» (Москва), «СКА-Ростов-на-Дону», «Енергія» (Воронеж). З ростовським клубом в 2008 році стала бронзовим призером чемпіонату Росії, але залишалася дублером основного воротаря Ельвіри Тодуа. У 2009 році з «Енергією» також завоювала бронзові нагороди.
З 2011 року грала за шведські клуби. У 2011 році перебувала в заявці клубу вищого дивізіону «Юргорден», але у всіх матчах залишалася запасною, також в тому сезоні провела один матч за фарм-клуб своєї команди — «Беле Баркабю». Потім виступала в четвертому дивізіоні за «Гобю» і в другому дивізіоні за «Енчепінг».